# Sitio chocante
Un sitio chocante (shock site en inglés) es una página web que presenta material con alto valor de shock y pretende ser dañina, desagradable y perturbadora para sus visitantes, conteniendo material muy fuerte y de mal gusto o crudo, y es generalmente de naturaleza pornográfica, escatológica, extremadamente violenta, insultante, dolorosa, soez, surrealista o de otro modo provocador. Algunos sitios chocantes muestran una sencilla imagen, animación o videoclip, o una pequeña galería, y son a menudo transmitidos en cadenas de mensajes por correo electrónico o disfrazados en publicaciones para sitios de discusión, como bulos con la intención de captar seguidores para que ingresen a los enlaces principales de estos sitios —una especie de bait-and-switch (literalmente ‘cebar-y-cambiar’), en donde el usuario es engañado con una publicidad suave y falsa, de carácter atractivo, que en realidad esconde un enlace a un sitio chocante. Muchos sitios chocantes son meramente páginas web que muestran abiertamente material impactante como pornografía perturbadora, fetichismo repulsivo, etcétera.
Algunos sitios chocantes también ha ganado sus propias subculturas y se han convertido en fenómenos de Internet. Goatse.cx incluye una página que dedica a los fans subscritos ilustraciones y tributos para el sitio hello.jpg, y una parodia de la imagen fue mostrada involuntariamente por la BBC como una alternativa para el entonces logo desvelado para los Juegos Olímpicos de Londres 2012.

## Ejemplos de sitios chocantes

### LolShock.com
LolShock fue un sitio web que contiene multitud de videos chocantes tales como 2 girls 1 cup (mujeres practicando coprofagia y emetofilia), 2 guys 1 horse (en la que un hombre es penetrado por un caballo, acabando muerto), Eel Soup (una mujer japonesa a la que le introducen anguilas por la cavidad rectal), Milk Fountain, Pain Olympics y muchos más. Se considera una gran fuente de información chocante en la red.

### Gifura.orzhk.org
Gifura es una imagen tipo Java  Flash que circula por Internet como medio para asustar. Cuando se cliquea el link aparece una imagen del conocido creepypasta Jeff The Killer alternando entre el efecto positivo y negativo de la imagen (blanco y negro) acompañado de gritos y ruidos muy fuertes.

### Goatse.cx
Goatse.cx fue uno de los sitios chocantes mejor conocidos. Este incluye una imagen de Kirk Johnson distendiendo su ano con sus manos, y mostrando el recto explícitamente.

### 2 Girls 1 Cup
2 Girls 1 Cup es un famoso sitio chocante y video viral representando coprofilia y emetofilia con dos actrices porno defecando en un vaso, consumiendo el excremento, y vomitando dentro de sus bocas. El sitio ha ganado una gran cantidad de atención en los foros de Internet y sitios de video, originando varios videos de reacciones y parodias, así como canciones y versiones animadas. Entre ellos se encuentra un video que muestra la reacción del comediante Joe Rogan, y un video parodia con John Mayer. El vídeo también fue llevado a los episodios Best Week Ever de VH1, Padre de familia y The Inbetweeners. Violet Blue, una autora, describió este sitio como la transformación en «la nueva "tubgirl", y todo lo goatse en un momento desagradable de amor por el popó de chocolate», en un artículo de San Francisco Chronicle.

### Stile Project
Es una página web con material pornográfico y extremo. Wired lo refiere como un «sitio chocante» en un artículo de 2001.

### Lemonparty.com
Lemonparty.org contiene una imagen de tres hombres ancianos en una cama besándose y teniendo sexo oral. La canción «If You Wanna Be Happy» de Jimmy Souls suena de fondo. La imagen ha sido mencionada en algunos programas de televisión, así como en un diálogo en Los Simpson y 30 Rock.

### Nambla.org
Existe un movimiento que trata de legalizar y dar ánimos a las relaciones sexuales entre un adulto y un menor con el "consentimiento" del mismo.

### Otros sitios
- Rotten.com es una página web que muestra imágenes explícitas de actos violentos, deformaciones, autopsias, fotografías forenses y actos sexuales perversos.
- Gato bonsái fue una guía web que daba instrucciones sobre como embotellar un gato para utilizarlo como motivo ornamental, del mismo modo que un bonsái.[9]
- Ogrish.com fue un sitio web que presentaba cobertura de noticias sin censura y material multimedia mayormente basado en guerra, accidentes, ejecuciones y crímenes.
- Manbeef.com fue un sitio chocante que pretendía vender carne humana, y hasta ofreció consejos y recetas de preparación de alimentos. Imágenes e ilustraciones en color adornaban el sitio para promover la apariencia de legitimidad.[10]
- Octopusgirl.com es un sitio flash que contiene un video explícito de una mujer japonesa introduciendo un pulpo vivo en su cavidad rectal.
- Painolympics.org, también un sitio flash, muestra varios videos considerados como "los más perturbadores de la red", múltiples clips de hombres, con los genitales expuestos destruyéndolos con objetos cortantes y otros objetos como cuerdas y martillos. Algunos de estos videos son "Blue Waffle" (una enfermedad vaginal, en la que dicho órgano se torna en un color azul), "Ass Glass" (un hombre al que le estalla un vaso en sus glúteos, y empieza a sangrar), "The Mac User", "Kids in a Sandbox", entre otros.
- K-k-k.com, un sitio de carácter pornográfico, donde apenas de entrar comienza a sonar música de fondo. Muestra una imagen .gif de un hombre afroamericano practicando sexo oral a otro, y más abajo se puede encontrar otro .gif, de una chica con un enlace en el pie de foto, el cual redirige a un popular sitio de chat en webcam para adultos.
- Heyya.org es un sitio muy sorpresivo, que se puede encontrar debajo de la imagen .gif descrita en el sitio antes mencionado arriba; al entrar, se ven múltiples direcciones, algunas de sitios comunes con pornografía, pero otros pueden no serlo. Contiene sitios ya mencionados como K-k-k.com y Lemonparty.com.
- 1man1jar.org es un sitio chocante y gore donde aparece un vaso, luego un hombre aparentemente desnudo empieza a sentarse en el vaso, provocando que se rompa y los pedazos se incrusten en su ano haciéndolo sangrar, hay una versión igual llamada Glass Ass con una canción de piano.